# 毛孟靜
毛孟靜（英語：Claudia Mo Man-ching，1957年1月18日—），香港民主派政治人物及前傳媒工作者；祖籍是浙江寧波，生於香港，中五會考後赴加拿大升學，其後回香港任職記者。其為前公民黨成員，曾任香港九龍西選區立法會議員及民主派會議召集人，亦曾為香港中文大學政治與行政學系兼任講師。
2012年，毛孟靜代表公民黨參加2012年香港立法會選舉出戰九龍西地區直選并成功當選，在任內與范國威倡議政府取回單程證審批權，認爲此舉能紓緩其所謂“低學歷新移民”大幅增加所帶來的福利負擔。2016年香港立法會選舉中，毛在同一選區以選區內得票數第四位（32,323票）成功連任，同年11月14日，因與公民黨在本土、拉布等問題上均有分歧，她正式退出公民黨，並以香港本土成員的身份擔任立法會議員。
毛的政治立場被認爲是自決派：她支持香港本土主義，反對如改用中國大陸用語等大陸化現象。2013年，毛針對港府向四川雅安地震捐款事項質詢，稱中國政府「信任破產」，捐款是「便宜了那些貪官污吏」，不希望香港政府「慷香港人民納稅的錢之慨」。2016年，毛在立法會質詢中，激動地指控小學課本中「我們都是中國人」的內容為「洗腦教育」，內容「嚇死人」。
但其同時強調「務實本土」路線，雖認同香港人應有自決權，但不支持港獨和以武力方式應對中港矛盾，政見上與本土派有一定程度區別。
2021年初，因參與2020年香港立法會選舉民主派初選，被判違犯香港國安法，而被判囚50個月。2025年4月29日刑滿出獄。

## 生平

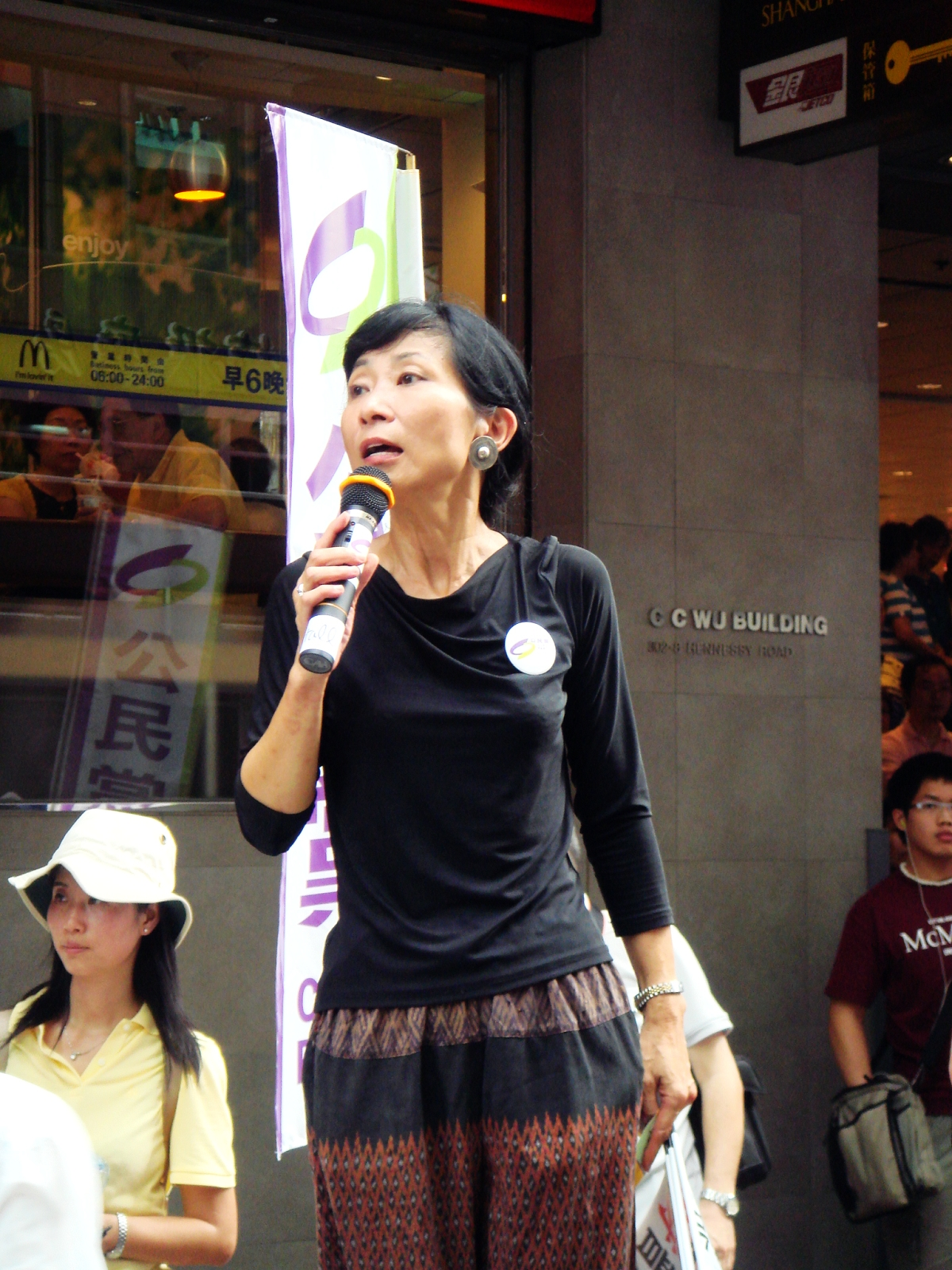
毛孟靜出席2008年香港七一遊行

毛孟靜早年在位於香港島跑馬地成和道20號的住宅生活，畢業於銅鑼灣聖保祿幼兒園、跑馬地聖保祿天主教小學（1962年原獲取錄入讀跑鵝區街坊福利會學校小一上午校，但沒有入讀）和聖保祿中學。在讀中學階段曾是班長。由於好勝心強，她在高中選科之際放棄文科而選讀理科。結果在香港中學會考中除了中文與英文均取得A級以及聖經科取得B級成績外，其餘的生物與數學科只取得及格等第。化學與物理科則不及格。而且沒有應考附加數學科。當毛拿著成績單到其他學校報讀預科期間，沒有一所敲門的中學肯向她提供預科學位。促使她到加拿大升學。於是她在1974年中五畢業後前往加拿大安大略省留學，於1979年在渥太華卡爾頓大學新聞系畢業（副修英國文學）。毛孟靜入讀卡爾頓大學的原因在於她覺得威風，加上好勝心強。因此當大學輔導處告知她1975年只有卡爾頓大學開設新聞系，獲取錄的學生必須通過法語考試時，毛便認為可以考進去是威風的事。
返港後，她先後在法新社擔任法文記者、在《英文虎報》擔任英文記者、在無綫電視新聞部擔任主播及在香港電台擔任節目主持等。1980年代，她長期擔任六點半新聞報道主播，亦曾經擔任香港電台電視節目《城市論壇》現場直播節目主持和《傳媒春秋》節目主持以及有線電視兒童台一個家長心聲的節目主持，自言曾在北京採訪六四清場，稱“有接近死亡之感”。
毛於香港浸會大學新聞系及香港中文大學政治與行政學系兼職任教，為報紙撰寫專欄評論，也於A45網上電台擔任唱片騎師，為公民黨創黨成員。毛現已婚，丈夫是英國記者菲臘·寶靈（Philip Bowring），乃第四任港督寶寧嫡系後人。，育有兩兒，一兒從事新聞工作，一兒從事環保工作，兩子均就讀法國國際學校，擅於法語。她自2008年4月29日起於其個人網站分享有關她的動向，內有傳媒報導，還開設了一個簡單英語網上YouTube教室，主要拍攝短片，教授不同生字，她曾出版多本書籍。
毛任職立法會議員期間，曾被以為是香港立法會70位議員中唯一懂得法文者，所以世界各地的法文記者對其均會直接使用法文採訪瞭解香港時事或香港立法會的新聞消息，後在電台節目澄清石禮謙亦懂法文，自己並非唯一。

### 2008年香港立法會選舉

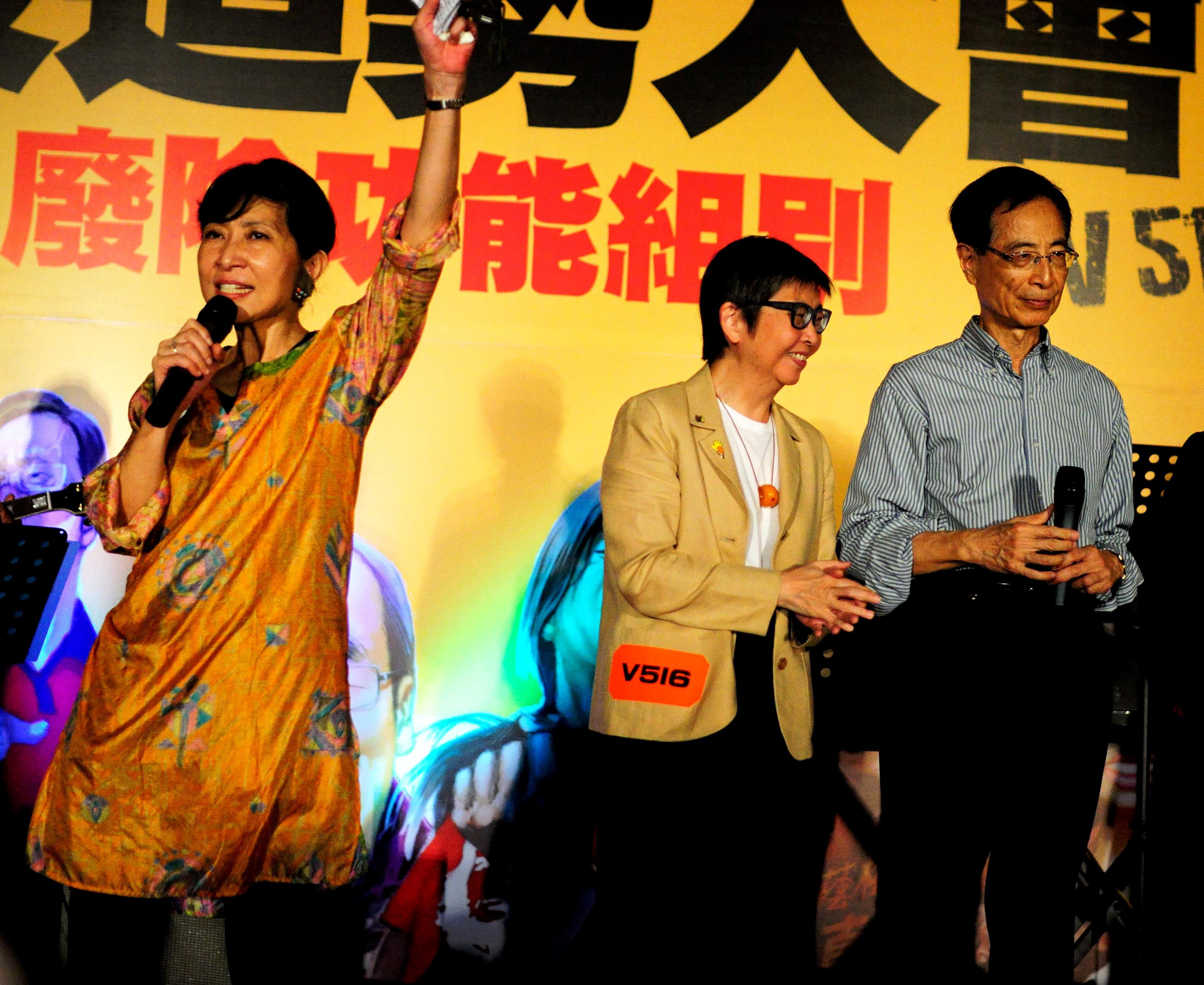
毛孟靜、吳靄儀和李柱銘在2010年五區公投爭取真普選大會上

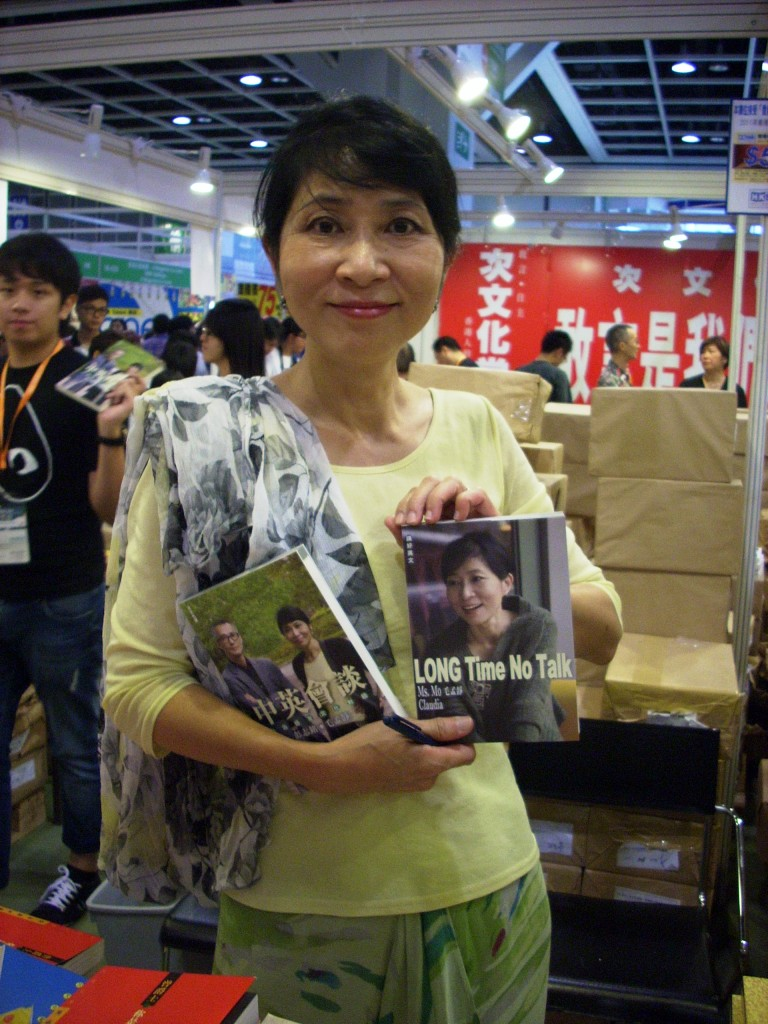
毛孟靜2011年於香港書展

毛孟靜於2008年香港立法會選舉在九龍西地區代表公民黨參選，最後得17,239票（8.35%）落敗，《明報》的報導認爲其落選或部分歸因于同屬泛民主派的社民連在選舉時對公民黨作出指責，而當時梁美芬和毛孟靜在九龍西爭最後一席出線。毛孟靜在一個由香港電台舉辦的選舉論壇就功能組別選舉質問社民連黃毓民時，被黃反揭公民黨另一參選人湯家驊要求李柱銘重新出選法律界，毛當時否認有此事，黃立即指責毛說謊，指李柱銘親口向他承認此事。毛孟靜見狀，即時表示湯與李的私人對話不代表公民黨的立場。最終毛的名單在九龍西選區落敗，而黃毓民、梁美芬及另外三人當選。毛孟靜其後表示，民主派本來一早同意不互相攻擊，所以當時自己沒有即時反指黃毓民違反「追擊葉劉」的承諾，或同屬社民連的曾健成曾參加功能組別等事。2012年，毛孟靜在選舉論壇中總結2008年落敗是敗於民主黨的技術悲情告急上面。

### 2012年香港立法會選舉
四年後毛孟靜伙拍前區議員、電台廣播劇演員王德全再度參加選舉，以溫和本土民主派立場參選。四年前攻擊她的黃毓民，一改當年態度，於有線選舉論壇公開表示「不配票但祝福她當選」，最終毛以37,925票當選。

### 發起「抗赤化活動」
2013年8月底，毛孟靜與立法會議員范國威（新民主同盟）、張超雄（工黨）、環保觸覺主席譚凱邦、保衛香港自由聯盟發言人韓連山及多名社運人士在Facebook發起「抗融合．拒赤化．反盲搶地 一人$100換特首 還香港人一個家 （页面存档备份，存于）」行動，由數百名港人集資於9月3日在《明報》及《都市日報》刊登「反梁」廣告，批評梁振英漠視港人利益，讓自由行陸客肆虐香港，破壞香港的文明和秩序，宣稱香港人基本生活需要不斷被剝削，已讓港人忍無可忍，表明「換特首是出路」，促請北京政府停止干涉香港特別行政區內部事務；並在臺灣《自由時報》刊登「香港面對嚴重中國化，請台灣引以為鑑」廣告，宣稱港人要面對香港引入大陸新移民及旅客後的苦況，要臺灣人避免被大陸客「攻陷」。

### 2016年香港立法會選舉
在2016年香港立法會選舉中，再度出選九龍西選區，最後取得該區票數排名第四的32,323票，成功連任。

### 退出公民黨
2016年11月14日，毛孟靜宣佈退出公民黨，但繼續以香港本土的身份留任立法會議員。她認為其個人理念與公民黨「並不咬弦」，在拉布、本土等議題，都與公民黨有分歧，自己一直關注本土、少數族裔及動物權益等議題，但公民黨甚少跟進。毛孟靜解釋於2年前已有退黨的意念。

### 民主黨初選案
毛孟靜因民主派初選47人案，被控涉嫌違反「港區國安法」串謀顛覆政權罪，還柙羅湖懲教所。
2025年4月29日，毛孟靜刑滿出獄。

## 事件

### 屋宇僭建事件
2010年《明報》報導，毛孟靜丈夫擁有之「淺水灣道98號地庫C1及C2」，被加建圍封牆、窗戶和門戶。屋宇署確認，根據批准圖則，有關位置的用途是「開敞式車房」，而該建築物的建造不符合「開敞式車房」之建築設計和建造標準。
2018年1月，時值新上任的律政司司長鄭若驊夫婦獨立屋爆出僭建風波，後來傳媒再報道毛孟靜住宅車房僭建為房間事件，並被發現該僭建物仍未還原，毛批評轉移視線，並指買入時該房間已非車房，屋宇署也無就該事向她發出清拆令。

### 何君堯「食慣洋腸」言論風波
2019年10月15日，香港立法會內務委員會舉辦正副主席選舉，會議中何君堯提出要求，認爲會議主持郭榮鏗因其具律師身分，應依循「良好風格」以表決方式盡速決定選舉論壇舉辦方式，隨即遭毛孟靜提出質疑，認為其言論有歧視之嫌「discriminatory」，認為僅有具律師身分才能理性溝通，冒犯其他非具律師身分的議員。其後郭榮鏗請何君堯澄清時，何認爲其言論並無此意，並表示「『吃慣洋腸』的人理解可能不同。」毛孟靜旋即表示此言論十分粗鄙，要求何君堯解釋清楚，其餘民主派議員亦譁然，而何此時則徑直離席。郭榮鏗指何使用的詞語與性別及性器官有關，要求他馬上收回及道歉。何君堯其後應郭榮鏗要求回到會議室解釋，何指自己不認為字眼有問題，稱「我講我自己食中國飯」也沒有問題，並不斷質問毛會否「食臘腸」，拒絕收回言論及道歉。隨後郭榮鏗表示何君堯的言論有冒犯之嫌，將何逐出會議廳，宣布短暫休會。
復會後，毛孟靜以英語發言，稱何君堯的言論涉及性騷擾及種族歧視，認爲其不適任，林卓廷、尹兆堅亦對其有所指責。郭榮鏗給予何澄清其言論機會，何堅持其言論不具冒犯性並拒絕收回，並指出「食洋腸」意思是「食開義大利麵、臘腸」，質疑牛津、大英百科是否有將「食洋腸」一詞定義為具冒犯性言論。其間鄭松泰、林卓廷用較激烈的詞匯表達不滿，后亦被郭裁定具冒犯意。最終，何與林先後拒絕收回言論并退席，鄭則表示收回言論。

## 軼聞
高登音樂台曾經推出二次創作歌曲《啜毛姨姨》以反對明日大嶼計劃，改編自第一句歌詞為『哭泣聲絕無意義』的王傑歌曲《幾分傷心幾分痴》，諷刺政府進行虛假諮詢，浪費財政儲備及未有考慮氣候風險。《啜毛姨姨》歌詞第一句變成『哭泣聲啜毛姨姨』，創作團隊更找來毛孟靜為歌詞給予評語及客串MV。其後毛孟靜接受訪問，稱讚網民的創意。

## 著作
- 《毛孟靜30訪》，1995年，毛孟靜著，明窗出版社，ISBN 9789623577281。

## 電視節目
- 六點半新聞報道（無綫電視，1982年－1985年）
- 傳媒春秋（香港電台，1990年－2008年）
- 城市論壇（香港電台，1993年－1995年）
- 小學校際問答比賽（香港電台，1994年－2002年）
- 兒童權利齊齊講（香港有線電視，1996年）
- 我們都是父母（香港有線電視，2005年）
- J5龍門陣（無綫電視，2016年5月26日）
- 一大一路（ViuTV，2016年6月8日）
- 政壇單打（香港有線電視，2016年6月12日）
- 熟女在野（ViuTV，2017年10月17日）

## 外部連結
- 毛孟靜的Facebook專頁
- 毛孟靜的Instagram帳戶
- 毛孟靜的X（前Twitter）
- YouTube上的
- 毛孟靜個人網站（页面存档备份，存于） (已經停止使用)
- 香港立法會議員
- 毛孟靜 現在新聞 茶味淡了（页面存档备份，存于）
- YouTube视频搜索 毛孟靜多聲道英語 （页面存档备份，存于）
- 毛孟靜：最終仍然是政治（页面存档备份，存于）
- 2012年立法會選舉官方網站地方選區選舉結果（页面存档备份，存于）
- 左為毛孟靜的小六學生照，右為其中學活動留影，《名人說母校》，1994年（页面存档备份，存于）

| 政黨職務           | 政黨職務                            | 政黨職務      |
| ------------------ | ----------------------------------- | ------------- |
| 前任： 無 （首設） | 公民黨九龍西支部主席 2006年－2012年 | 繼任： 潘嘉恆 |